# ジョージ・キャンベル

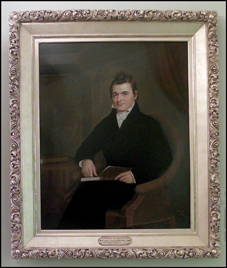
ジョージ・キャンベルの肖像画

ジョージ・ワシントン・キャンベル（George Washington Campbell, 1769年2月9日 - 1848年2月17日）は、アメリカ合衆国の政治家。

## 生涯
1769年、スコットランドのサザランド州タング生まれ。1772年、両親に連れられて渡米。ノースカロライナ州へ移住し、法律の勉強をした。1794年、ニュージャージー大学（現在のプリンストン大学）を卒業するとノースカロライナ州から弁護士の認可を受け、テネシー州ノックスヴィルで弁護士業を開業した。
1803年、キャンベルはテネシー州からアメリカ合衆国下院議員に選出され、第8回、第9回、第10回のアメリカ合衆国議会で議席を獲得した。第10回アメリカ合衆国議会では、下院歳入委員会の議長を務めた。1804年にはニューハンプシャー地方裁判所判事ジョン・ピカリングの弾劾裁判を運営する裁判員に任命され、また同年に連邦最高裁判所判事サミュエル・チェイスに対する弾劾裁判の裁判員にも任命された。そしてその後キャンベルは1809年に議会を離れ、テネシー州最高裁判所判事を1811年まで務めた。
1811年10月、キャンベルはジェンキン・ホワイトサイドに替わってテネシー州選出の上院議員となった。キャンベルは1814年2月にジェームズ・マディソン大統領から財務長官に指名されたことを機に上院議員を辞任し、財務長官に就任した。キャンベルは同年10月まで財務長官を務め、翌1815年10月に上院議員に復帰した。キャンベルは第15回アメリカ合衆国議会において上院財政委員会の議長を務めた。その後キャンベルは1818年に上院議員を再び辞任し、駐ロシア大使に就任した。
キャンベルは財務長官として、米英戦争によって合衆国全土で発生した金融不安に直面した。連邦議会が1811年に第一合衆国銀行を廃止したが、当時はまだそれに代わる大きな機関が存在していなかったため、キャンベルはアメリカ国民に国債の購入を求めなければならなかった。そしてキャンベルは戦争のための資金を緊急に調達するため、法外な利子で国債を販売することを強いられた。1814年9月にイギリス軍が首都ワシントンD.C.を陥落させると政府への信用はさらに低下し、資金調達はますます困難になった。キャンベルは国債の追加発行により資金調達を図ったが、結果的にその思惑は失敗に終わった。その後キャンベルは体調を崩し、就任からわずか8ヶ月足らずで辞職した。
キャンベルは1818年から1821年まで駐ロシア大使を務め、1831年にはフランス略奪請求委員会の委員を務めた。
1848年、キャンベルテネシー州ナッシュヴィルで死去した。キャンベルの遺体はナッシュヴィル市立墓地に埋葬された。テネシー州キャンベル郡は、キャンベルにちなんで名づけられた地名である。